# Кучер, Борис Александрович
Борис Александрович Кучер (28 января 1942, Челябинск — 5 апреля 1999, Севастополь) — советский и украинский государственный деятель, член-корреспондент Международной академии организационных и управленческих наук.

Могила Кучера на кладбище Коммунаров в Севастополе.

## Биография
Родился 28 января 1942 года в Челябинске. После окончания в 1961 году Харьковского техникума автомобильного транспорта с 1961 по 1964 год служил в Советской армии. Принимал участие в событиях карибского кризиса на Кубе в 1962 году.
После возвращения в СССР с 1964 по 1977 год работал на Харьковском оборонном предприятии. Прошёл путь от техника до заместителя начальника цеха. За успехи в работе в 1975 году был удостоен чести сфотографироваться у Знамени Победы, четыре года был победителем социалистического соревнования.
В 1971 году окончил Украинский заочный политехнический институт и Харьковский инженерно-экономический институт в 1983 году.
С 1977 года в Севастополе. С 1978 по 1994 год возглавлял Крымский электроремонтный завод производственного объединения «Украелектроремонт». Не раз избирался депутатом Гагаринского районного совета.
С 1994 года работал в органах власти города Севастополя, сначала в должности первого заместителя председателя горсовета по исполнительной работе, в ноябре 1995 года назначен первым заместителем председателя горгосадминистрации. С января 1997 года возглавил Государственную налоговую администрацию в Севастополе. 27 апреля 1998 года был назначен председателем Севастопольской горгосадминистрации. При опросе населения Севастополя в 1998 году в номинациях: «Человек года», «Политик года» и «Хозяйственник года» занял первое место.
Умер после тяжёлой болезни 5 апреля 1999 года. Похоронен в Севастополе на кладбище Коммунаров.

## Награды
Заслуженный машиностроитель Украины. Награждён орденом «Знак Почета», почётной грамотой Государственной налоговой администрации Украины и другим наградами.

## Памяти
Именем руководителя города названа школа № 23 в Гагаринском районе. В ней открыт музей, на фасаде установлена гранитная аннотационная доска. На здании городской налоговой администрации и на заводе, где работал Борис Александрович (современный КЭТЗ «Сатурн») установлены мемориальные доски.